# Zły Mikołaj 2
Zły Mikołaj 2 (ang. Bad Santa 2) – amerykańska komedia kryminalna z 2016 roku w reżyserii Marka Watersa. Kontynuacja Złego Mikołaja z 2003 roku.

## Fabuła
13 lat później po wydarzeniach z pierwszego filmu Willie Soke wciąż jest w depresji, zdenerwowany brakiem swego „szczęśliwego zakończenia”. Gdy zamierza popełnić samobójstwo, nieoczekiwanie odwiedza go Thurman, który właśnie skończył 21 lat. Thurman dostarcza Williemu paczkę pochodzącą od Marcusa, który został wypuszczony na wolność z powodu przepełnionego więzienia. Marcus mówi Williemu o okazji zarobku w Chicago poprzez napad, lecz nie chce ujawnić nazwiska swojego kontaktu.
Gdy pod fałszywymi nazwiskami przybywają do Chicago, Willie jest zirytowany faktem, że celem rabunku jest organizacja charytatywna i to jego matka Sunny jest kontaktem Marcusa. Willie niechętnie zgadza się na sojusz, ponieważ Sunny cierpi na wczesne stadia choroby Parkinsona. Po kilku dniach pracy jako Święty Mikołaj, Willie zostaje aresztowany po pobiciu innego Mikołaja biorąc go za pedofila. Zostaje zwolniony za kaucją dzięki jednej z założycielek organizacji, Diane pod warunkiem uczestnictwa z nią w spotkaniach AA. Mąż Diane, Regent zdradzający ją ze swoją sekretarką, nakazuje głównemu ochroniarzowi Dorfmanowi śledzić Williego, podejrzewając Diane o romans.
Tymczasem Marcus, po wykonaniu zwiadu, próbuje bezskutecznie uwieść ochroniarkę Ginę, celem zdobycia kluczy do biura Regenta, gdzie przechowywany jest sejf ze zbiórkami pieniędzy. Willie nawiązuje stosunki seksualne z Diane, a i jego relacja z Sunny się polepsza. Do Chicago przybywa też Thurman. Willie chce go spławić, lecz dowiaduje się, że ojciec Thurmana go porzucił, a babcia zmarła dwa lata temu i Willie jest jego jedyną namiastką rodziny. Zostawia go w schronisku w organizacji, gdzie Thurman dołącza do chóru dziecięcego.
Następnego dnia szajka rozpoczyna napad. Jednocześnie Willie jest obecny podczas koncertu chóru, co obiecał Thurmanowi. Po zdobyciu sejfu Sunny ujawnia, że od początku chciała zdradzić swych partnerów i po postrzeleniu Marcusa ucieka. Willie ściga i dopada ją na imprezie plenerowej, krzycząc że pieniądze z łupu są bardziej potrzebne dzieciom. Sunny chce zastrzelić syna, którego ratuje Thurman postrzelony w pośladek. Zarówno Sunny, jak i Willie zostają aresztowani, ale Williemu nie stawia się zarzutów z powodu jego pomocy w złapaniu matki. Willie wkrótce potem podejmuje pracę jako woźny w organizacji charytatywnej i akceptuje Thurmana jako rodzinę.

## Obsada
- Billy Bob Thornton – Willie T. Soke / Randle Cook[2]
- Kathy Bates as Sunny Soke[3]
- Tony Cox – Marcus Skidmore / Ronald Davis[3]
- Christina Hendricks – Diane Hastings[4]
- Brett Kelly – Thurman Merman[3]
- Ryan Hansen – Regent Hastings[5]
- Jenny Zigrino – Gina De Luca[5]
- Jeff Skowron – Dorfman[5]
- Christina Rosato – Alice
- Mike Starr – wesoły Mikołaj
- Octavia Spencer – Opal[5]